# 廈門快速公交
厦门快速公交（英語：Xiamen Bus Rapid Transit），简称廈門BRT，是中国厦门的快速公交系统，于2008年9月1日正式投入使用，系统包括专用车站、高架专用道路和专用车道，狭义的厦门快速公交系统仅包含9条BRT快线，广义的厦门快速公交系统包含9条BRT快线、1条机场专线。

## 线路

### 运营中线路

厦门BRT运营线路的实际走向图，按真实比例绘制

#### 快速公交一号线

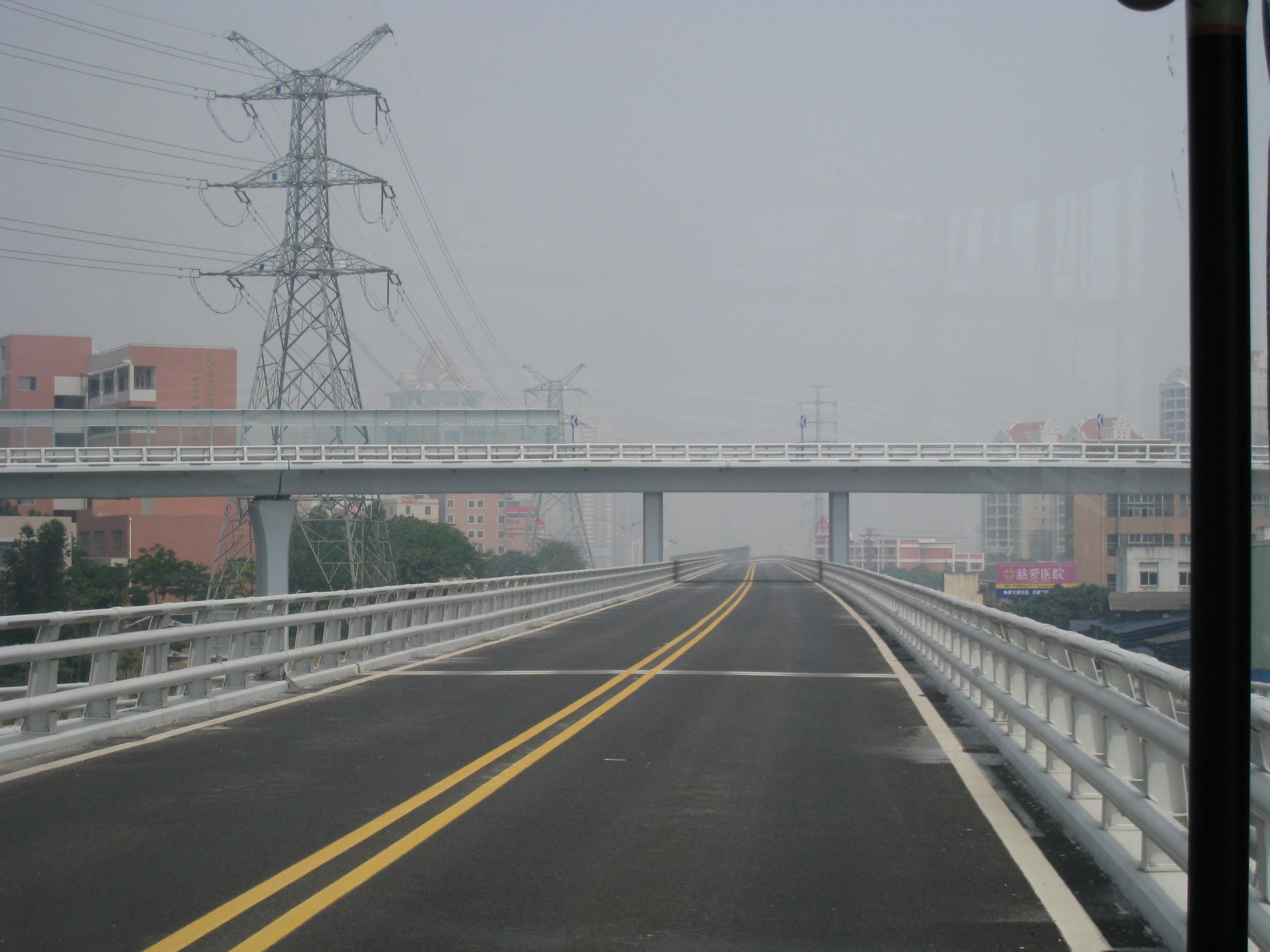
厦门BRT专用车道

一号线全长33.4公里，共设26个站点，由第一码头始发后，经厦禾路、莲前西路、云顶中路、云顶北路、环岛干道、集美大桥、集美大道、集美北大道、岩顺路、珩圣路到达厦门北站。返程由厦门北站始发，经岩通路、集美北大道接原线返回。其中，第一码头站——县后(机场)站为高架路线，在T4候机楼站前下地，通过集美大桥后上高架，在诚毅学院站前下地，除经过集美北大道的两座跨线桥外，诚毅学院站——厦门北站为地上线路。其中，东芳山庄站附近由于快速公交三线交叉设置红绿灯控，田厝站至厦门北站区间与社会车辆混行，在集美北大道与岩顺路、岩通路交叉口设有红绿灯控。

从2013年4月起，快一路识别色为绿色 （第一码头　快１　厦门北站）。

#### 快速公交二号线

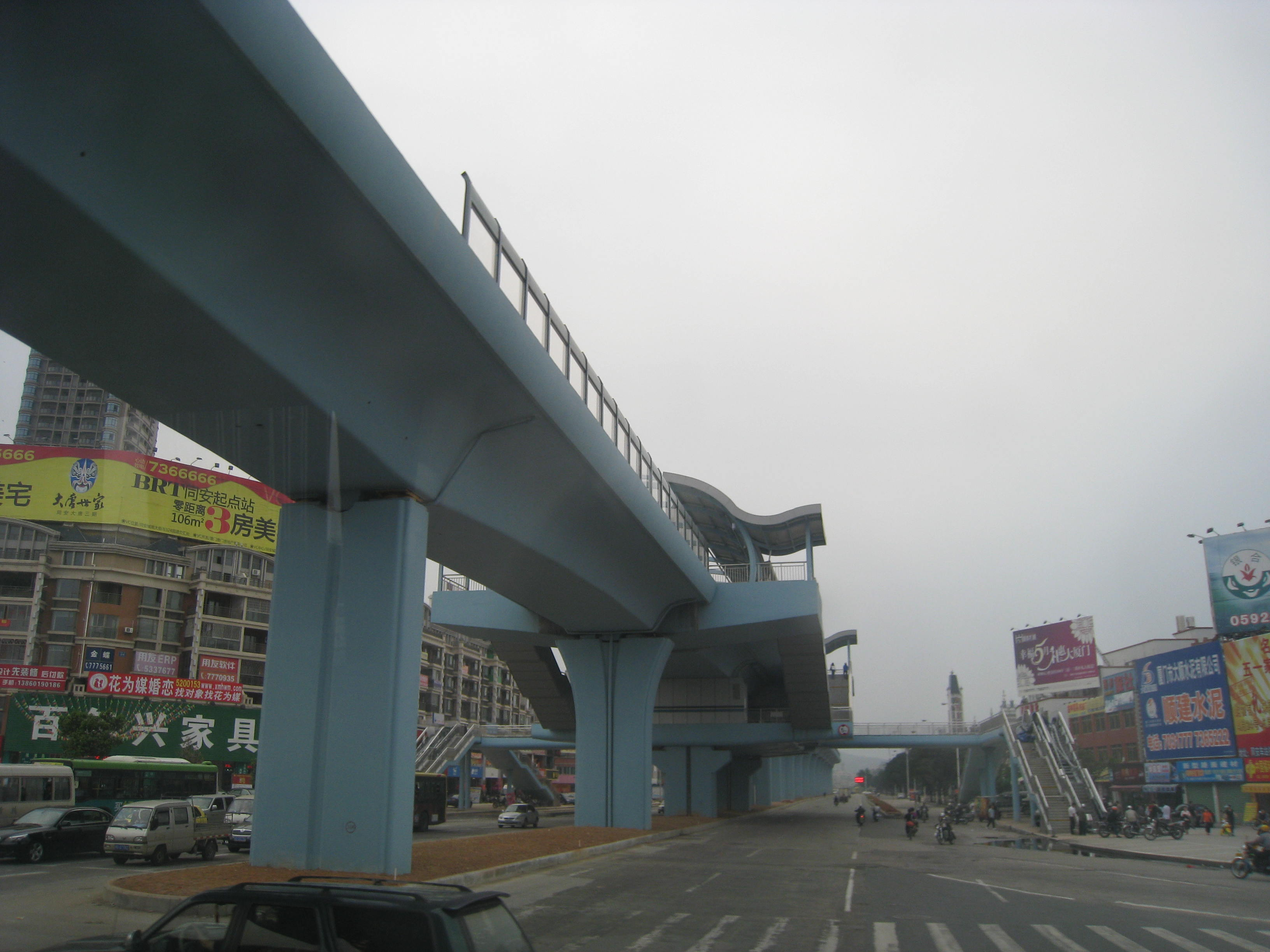
厦门快速公交二号线同安延伸段

二号线全长41.3公里，共设32个站点，由第一码头始发后，经厦禾路、莲前西路、云顶中路、云顶北路、环岛干道、集美大桥、滨海西大道、海翔大道、同集北路、凤岗路到达同安枢纽站。返程亦同。其中，第一码头站——县后(机场)站为高架路线，在T4候机楼站前下地，通过集美大桥后上高架，在凤林站前下地，凤林站——潘涂站为地上线路，之后在潘涂站后上高架，滨海新城(西柯)枢纽站——同安樞紐站为高架线路。其中东垵站至潘涂站区间除站台外，未与社会车辆车道设置硬隔离，与社会车辆可混行。在东芳山庄站三线交汇处、凤岗路环城西路口设有红绿灯控。

从2013年4月起，快二路识别色为黄色 （第一码头　快２　同安）。

#### 快速公交三号线
三号线全长11.1公里，共设13个站点，由第一码头始发后，经厦禾路、莲前西路、莲前东路至前埔枢纽站。返程亦同。第一码头站——前埔枢纽站均为高架线路，在东芳山庄站附近三线交汇处设置红绿灯控。

从2013年4月起，快三路识别色为红色 （第一码头　快３　前埔）。

#### 机场专线
机场专线由第一码头始发后，经西堤路、厦禾路、鹭江道、演武大桥、成功大道、翔云一路、翔远三路、翔云三路、翔远四路、翔云一路、埭辽路、翔云三路至高崎T3候机楼站后，经翔云三路、高崎南五路、高崎南十路、高崎南七路、高崎南八路、机场片区单向道路至高崎T4候机楼，返程由高崎T4候机楼站始发经高崎T3候机楼站、翔云三路、翔远四路、园林广场南侧路、翔远三路、枋钟路、成功大道接原线路返回。其中文屏路站——安兜站停靠原BRT成功大道线站点，第一码头站、鹭江道站、机场站则为普通公交站点。
停靠站点：BRT第一码头站、鹭江道站、文屏路站、谊爱路站、吕岭路站、仙岳路站、金湖路站、安兜站、翔云一路T3候机楼站（第一码头方向单向经停）、翔云三路T3候机楼站、高崎T4候机楼站。

#### 快速公交五号线
2015年8月1日起，厦门快速公交5号线开通试运行，并于11月1日正式运营。线路沿用快速公交3号线前埔枢纽站至东芳山庄区间、快速公交2号线东芳山庄至同安枢纽站区间线路，在东芳山庄交叉路段使用新增右转匝道。

#### 快速公交六号线
2016年1月31日起，为服务春运，快速公交6号线开通运营。线路沿用快速公交3号线前埔枢纽站至东芳山庄区间、快速公交1号线东芳山庄至厦门北站区间线路，在东芳山庄交叉路段使用新增右转匝道。

#### 快速公交七号线
快速公交7号线原首末站为开禾路口-洪文，因客流原因在2022年4月16日取消。后为方便同安区乘客往返集美区的快速出行需求，自2023年1月16日起，新设立从厦门北站至同安枢纽站的快速公交线路承接了这一编号，车程全长约30公里。

#### 快速公交八号线
该线由第一码头至高崎机场。

#### 快速公交九号线
快速公交九号线是快速公交五号线、快速公交六号线的高峰线，途经高崎机场、县后、双十中学、市行政服务中心等8个站点，约8分钟-10分钟发送一班

#### 原BRT链接线
链接线为接驳BRT快线站与邻近社区、学校、医院、商业区等人流密集区域所开设的社区短驳线路，曾开行过L1-L5、L7-L19、L21-L22、L25-L30等线路，并规划L6、L20、L23、L24等线路，后因客流稀少、道路施工、居民投诉等原因停开或合并为普通公交，规划线路也基本无开行可能。
2017年3月1日，BRT进行票价调整，将剩余11条BRT链接线整合为9条普通公交线号，票价亦改为一票制1元。

#### 原BRT链接线基本情况表
| 线路 | 起讫点                        | 链接车站       | 开通时间     | 停运/改线号时间 | 备注                                                 |
| ---- | ----------------------------- | -------------- | ------------ | --------------- | ---------------------------------------------------- |
| L1   | BRT第一码头←→厦大西村         | 第一码头       | 2008年9月1日 | 2017年3月1日    | 更改线号为71路                                       |
| L2   | 眼科医院←→眼科医院            | 思北           | 2008年9月1日 | 2008年11月12日  |                                                      |
| L3   | BRT斗西路口←→BRT斗西路口      | 斗西路         | 2008年9月1日 | 2010年8月1日    |                                                      |
| L4   | 斗西路口←→斗西路口            | 斗西路         | 2008年9月1日 | 2010年8月1日    |                                                      |
| L5   | 邮轮中心码头←→公园东门        | 二市           | 2008年9月1日 | 2017年3月1日    | 更改线号为72路，后停运                               |
| L6   | BRT文塔站←→BRT文塔站          | 文塔           | -            | -               | 从未开通                                             |
| L7   | 金榜公园←→金榜公园            | 文灶           | 2008年9月1日 | 2008年11月12日  |                                                      |
| L8   | 金榜公园←→文屏                | 文灶           | 2008年9月1日 | 2008年11月12日  |                                                      |
| L9   | 龙山桥←→火车站                | 火车站、龙山桥 | 2008年9月1日 | 2011年1月18日   |                                                      |
| L10  | BRT莲坂←→莲花二村             | 莲坂           | 2008年9月1日 | 2008年11月12日  |                                                      |
| L11  | 卧龙晓城←→莲花五村            | 卧龙晓城       | 2008年9月1日 | 2017年3月1日    | 更改线号为73路                                       |
| L12  | 东芳山庄←→海悦山庄            | 东芳山庄       | 2008年9月1日 | 2010年8月1日    |                                                      |
| L13  | BRT蔡塘←→BRT蔡塘              | 蔡塘           | 2008年9月1日 | 2008年11月12日  |                                                      |
| L14  | BRT蔡塘←→奥林匹克博物馆       | 蔡塘           | 2008年9月1日 | 2008年11月12日  |                                                      |
| L15  | BRT金山←→国贸阳光             | 金山           | 2008年9月1日 | 2017年3月1日    | 更改线号为75路，后延长至古地石社←→国贸阳光           |
| L16  | 市行政服务中心←→枋湖村        | 市行政服务中心 | 2008年9月1日 | 2017年3月1日    | 更改线号为76路，2017年7月30日与75路合并后停运        |
| L17  | BRT双十中学←→安兜             | 双十中学       | 2008年9月1日 | 2017年3月1日    | 与现有97路公交整合后停运                             |
| L18  | 二中五缘校区←→BRT双十中学     | 双十中学       | 2008年9月1日 | 2017年3月1日    | 更改线号为78路，延长至二中五缘校区←→翔云一路T3候机楼 |
| L19  | BRT县后←→翔云一路T3候机楼     | 县后           | 2008年9月1日 | 2017年3月1日    | 与L18路整合后停运                                    |
| L20  | 集美大桥南←→国内候机楼        | T4候机楼       | -            | -               | 从未开通                                             |
| L21  | 嘉庚公交场站←→浒井            | 嘉庚体育馆     | 2008年9月1日 | 2017年3月1日    | 更改线号为924路                                      |
| L22  | 嘉庚公交场站←→龙舟池          | 嘉庚体育馆     | 2008年9月1日 | 2017年3月1日    | 更改线号为M19路                                      |
| L23  | BRT诚毅学院←→滨水小区         | 诚毅学院       | -            | -               | 从未开通                                             |
| L24  | 华侨大学←→厦门理工学院        | 华侨大学       | -            | -               | 从未开通                                             |
| L25  | 石村车站←→瑞景幼儿园          | 洪文           | 2008年9月1日 | 2010年8月1日    |                                                      |
| L26  | 前埔旧货城←→软件园西门        | 前埔枢纽站     | 2008年9月1日 | 2011年1月18日   |                                                      |
| L27  | 软件园←→国贸新城              | 前埔枢纽站     | 2008年9月1日 | 2017年3月1日    | 更改线号为77路，后停运                               |
| L28  | BRT西柯枢纽站←→环东海域指挥部 | 西柯枢纽站     | 2008年9月1日 | 2010年8月1日    |                                                      |
| L29  | BRT西柯枢纽站←→西柯镇政府     | 西柯枢纽站     | 2008年9月1日 | 2010年8月1日    |                                                      |
| L30  | 前埔枢纽站←→会展中心          | 前埔枢纽站     | 2008年9月1日 | 2011年1月18日   |                                                      |

### 规划中已撤销线路

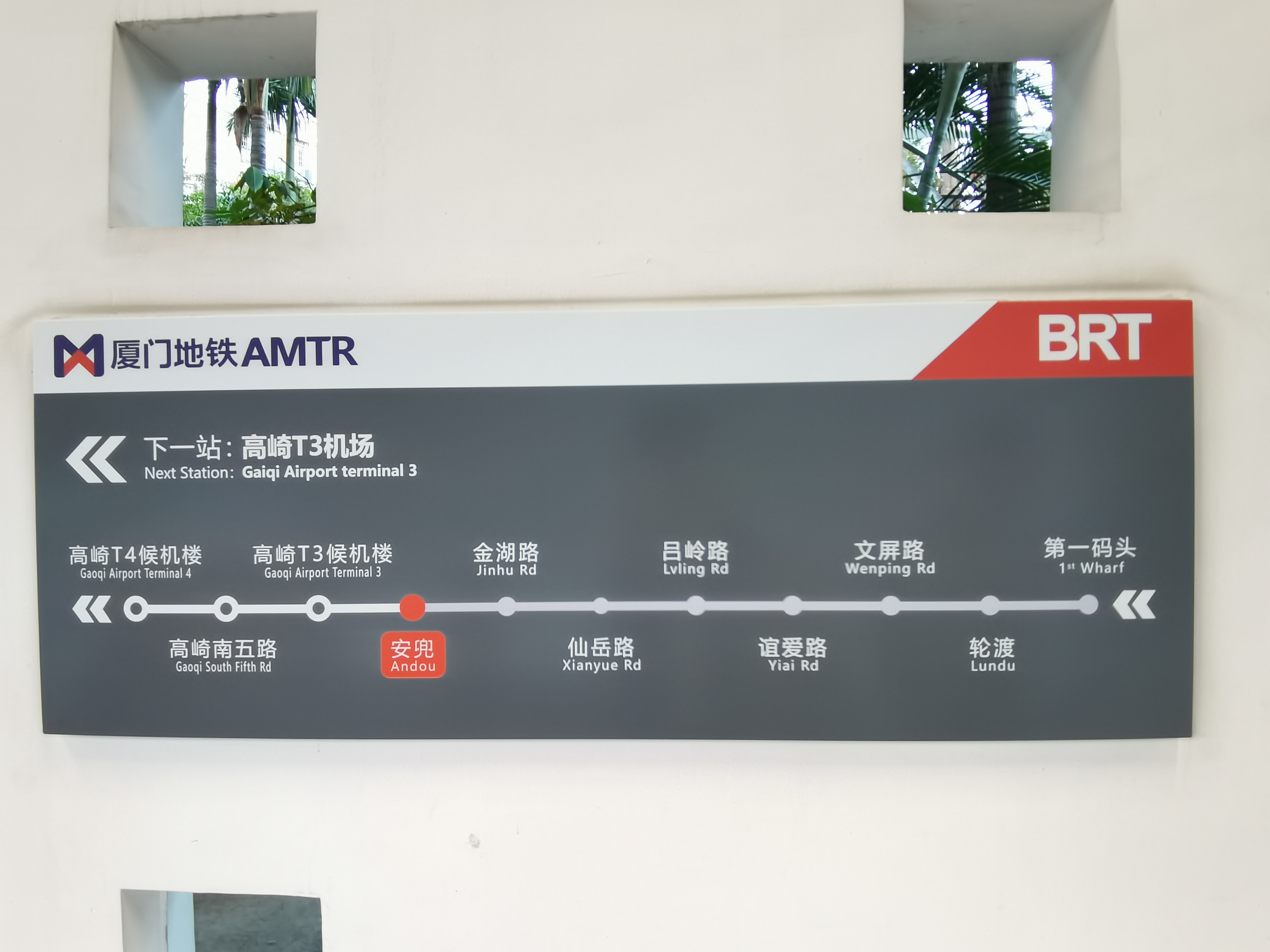
机场专线线路图

#### 快速公交成功大道线
成功大道线，也称快速公交四号线，全程约30.6公里，共设19个站点。成功大道线规划由厦港枢纽站始发，经成功大道、嘉禾路、厦门大桥、集杏海堤、杏前路、319国道、灌六路至灌口枢纽站。返程亦同。计划一期开通厦港枢纽站至厦门十中站，二期至灌口枢纽站。其中厦港枢纽站——内茂站为地上线路，在内茂站后上高架，杏北新城站——灌口枢纽站为高架线路。成功大道线一期未与社会车辆车道设置硬隔离，与社会车辆可混行。
成功大道线一期早在2009年底已建设完站台以及行人过街设施，具备通车条件。但在最终没能开通，主要原因是因为开通以后会存在三大弊端：
- 成功大道是快速路，车流快，开通BRT会与其他车辆相互干扰，不安全；
- 成功大道的隧道比较长，不适合通行公交车；
- BRT站点离居民区较远，上下客不方便。[10]

成功大道线现改为公交机场专线，途经第一码头、鹭江道、演武大桥、成功大道，全线设站11座，全程票价1元。由于大部分线路在成功大道上，基本不会遇到堵车的情况。

#### 快速公交环岛干道线
环岛干道线规划由厦港枢纽站始发，经演武大桥、环岛干道至机场站（现集美大桥南站）。返程亦同。规划共设16个站点。全部为地上线路。未开通的原因基本类似于成功大道线。并且环岛干道上已有普通公交92路、948路、949路，基本可以替代环岛干道线功能。

## 站点

### 专用站点

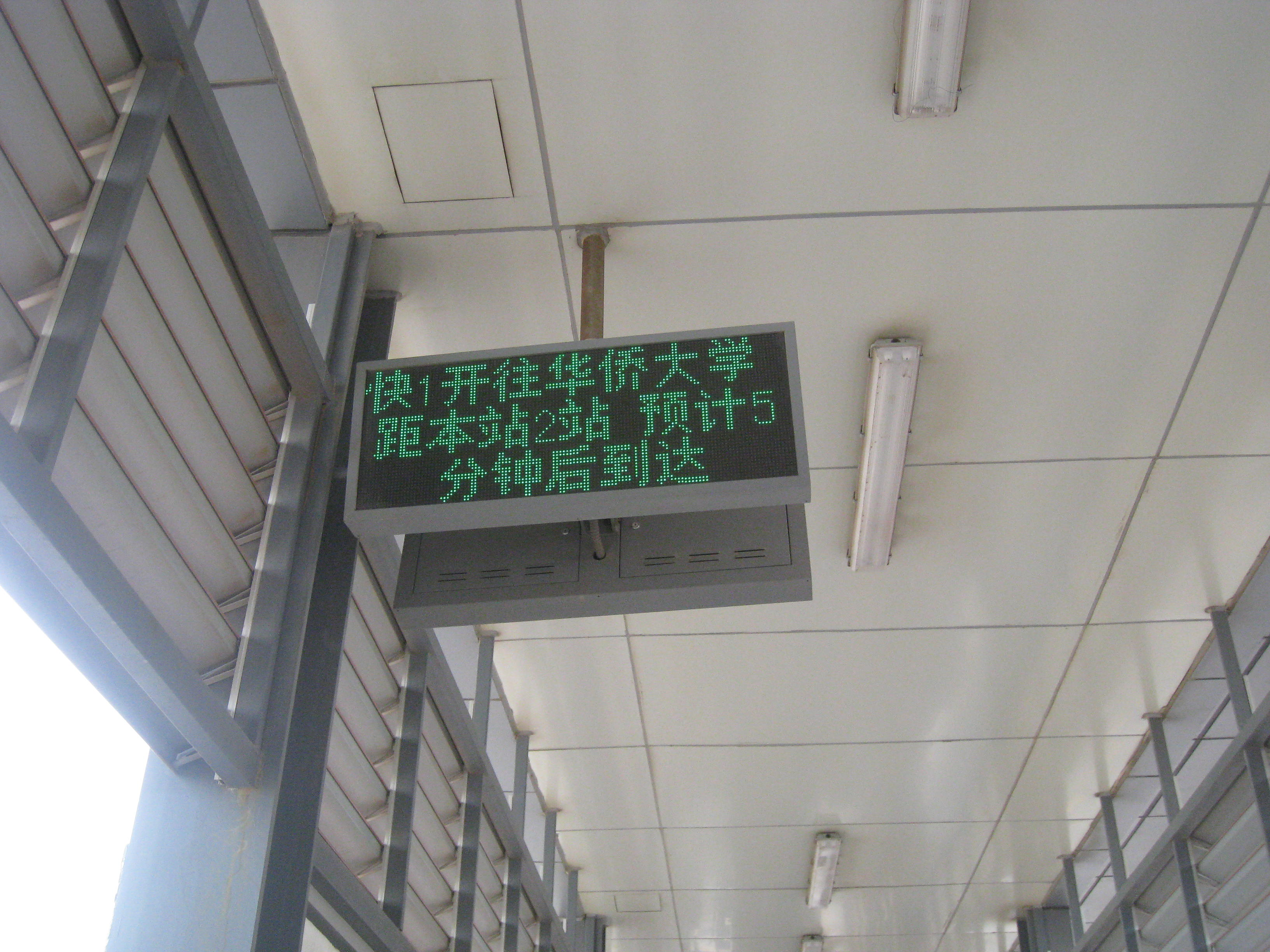
厦门BRT站台信息（2017年以前）

专用站点存在于快线所有站点以及机场专线部分站点，分为高架站和地面站，高架站的过街方式为人行天桥，乘客于站台外购票，可双向换乘。地面站的过街方式为地下通道，乘客于站台内购票，只可单向换乘。由于周围条件原因部分站点处于预留状态，而另有部分站点由于规划原因处于废弃状态。专用站点与相邻的普通公交、链接线站点存在同站不同名的现象。
厦门BRT所有线路的普通话及闽南方言报站由厦门理工学院影视与传播学院副教授黄婉彬配音。

#### 专用站点列表
| 站名                 | 站点性质 | 停靠线路 | 所在道路   | 备注                                                                |
| -------------------- | -------- | -------- | ---------- | ------------------------------------------------------------------- |
| 第一码头             | 高架站   | 1/2/3/7  | 西堤路     | 首末站，有71路链接线，于地面购票，不可双向换乘                      |
| 开禾路口             | 高架站   | 1/2/3/7  | 厦禾路     |                                                                     |
| 思北                 | 高架站   | 1/2/3/7  | 厦禾路     | 普通公交眼科医院站                                                  |
| 斗西路               | 高架站   | 1/2/3/7  | 厦禾路     | 普通公交斗西路口站                                                  |
| 二市                 | 高架站   | 1/2/3/7  | 厦禾路     |                                                                     |
| 文灶                 | 高架站   | 1/2/3/7  | 厦禾路     | 可与地铁文灶站换乘。2019年6月30日开通，规划中原称“文塔站”。         |
| 金榜公园             | 高架站   | 1/2/3/7  | 厦禾路     | 普通公交金榜公园站。原称“文灶站”，2019年6月30日改现名。             |
| 火车站               | 高架站   | 1/2/3/7  | 厦禾路     | 于地面购票                                                          |
| 莲坂                 | 高架站   | 1/2/3/7  | 莲前西路   |                                                                     |
| 龙山桥               | 高架站   | 1/2/3/7  | 莲前西路   |                                                                     |
| 卧龙晓城             | 高架站   | 1/2/3/7  | 莲前西路   | 有73路链接线                                                        |
| 东芳山庄             | 高架站   | 1/2/3/7  | 莲前西路   | 换乘站，预留与住宅接口                                              |
| 蔡塘                 | 高架站   | 1/2/5/6  | 云顶中路   | 有75路国贸阳光方向链接线                                            |
| 金山                 | 高架站   | 1/2/5/6  | 云顶北路   | 有75路古地石社方向链接线                                            |
| 市行政服务中心       | 高架站   | 1/2/5/6  | 云顶北路   | 原名穆厝站、市政务服务中心站                                        |
| 双十中学             | 高架站   | 1/2/5/6  | 云顶北路   |                                                                     |
| 县后(机场)           | 高架站   | 1/2/5/6  | 云顶北路   | 有78路链接线，普通公交BRT县后站，原名县后站                         |
| 高崎机场站           | 高架站   | 1/2/5/6  | 枋钟路     | 新设立站点，2018-10-15号启用                                        |
| T4候机楼             | 地面站   | 1/2/5/6  | 环岛干道   | 路中站，使用中，原名机场站、集美大桥南站                            |
| 集美大桥南           | 地面站   | ————     | 环岛干道   | 路侧站，废弃中，原名机场站，原为快2首末站，并规划为环岛干道线首末站 |
| 嘉庚体育馆           | 高架站   | 1/6      | 集美大道   | 有924路、928路链接线                                                |
| 诚毅学院             | 地面站   | 1/6      | 集美大道   |                                                                     |
| 华侨大学             | 地面站   | 1/6      | 集美大道   |                                                                     |
| 大学城               | 地面站   | 1/6      | 集美大道   | 原名大学湾站                                                        |
| 中科院               | 地面站   | 1/6      | 集美大道   |                                                                     |
| 东宅                 | 地面站   | 1/6      | 集美北大道 | 原名刘厝站                                                          |
| 田厝                 | 地面站   | 1/6      | 集美北大道 |                                                                     |
| 厦门北站             | 地面站   | 1/6      | 珩圣路     | 首末站，不可双向换乘                                                |
| 凤林                 | 地面站   | 2/5      | 滨海西大道 |                                                                     |
| 东垵                 | 地面站   | 2/5      | 滨海西大道 | 原名侨英路口站                                                      |
| 后田                 | 地面站   | 2/5      | 滨海西大道 | 原名天马路口站                                                      |
| 东亭                 | 地面站   | 2/5      | 滨海西大道 | 原名洪霞路口站                                                      |
| 美峰                 | 地面站   | 2/5      | 滨海西大道 | 原名西吴路口站                                                      |
| 蔡店                 | 地面站   | 2/5      | 滨海西大道 | 原名美峰路口站                                                      |
| 潘涂                 | 地面站   | 2/5      | 滨海西大道 |                                                                     |
| 滨海新城(西柯)枢纽站 | 高架站   | 2/5      | 海翔大道   |                                                                     |
| 西柯枢纽站           | 地面站   | ————     | 惠阳路     | 原快2首末站，废弃中                                                 |
| 官浔                 | 高架站   | 2/5      | 海翔大道   |                                                                     |
| 轻工食品园           | 高架站   | 2/5      | 同集北路   |                                                                     |
| 四口圳               | 高架站   | 2/5      | 同集北路   |                                                                     |
| 工业集中区           | 高架站   | 2/5      | 同集北路   |                                                                     |
| 西湖村               | 高架站   | ————     | 同集北路   | 预留站点，未建成                                                    |
| 第三医院             | 高架站   | 2/5      | 同集北路   |                                                                     |
| 城南                 | 高架站   | 2/5      | 同集北路   |                                                                     |
| 同安枢纽站           | 地面站   | 2/5      | 凤岗路     | 首末站                                                              |
| 洪文                 | 高架站   | 3/5/6/7  | 莲前东路   | 普通公交瑞景商业广场站                                              |
| 前埔枢纽站           | 高架站   | 3/5/6/7  | 莲前东路   | 首末站                                                              |
| 前埔北               | 地面站   | ————     | 莲前东路   | 原为快3站点，废弃后改为BRT场站与E通卡客服中心                       |
| 会展南               | 地面站   | ————     | 环岛东路   | 原为快3站点，废弃中                                                 |
| 文兴东路             | 地面站   | ————     | 文兴东路   | 原为快3站点，废弃中                                                 |
| 前埔南               | 地面站   | ————     | 前埔南路   | 原为快3站点，废弃中                                                 |
| 厦港枢纽站           | 地面站   | ————     | 成功大道   | 规划为成功大道线、环岛干道线首末站，废弃中                          |
| 文屏路               | 地面站   | 机场专线 | 成功大道   |                                                                     |
| 谊爱路               | 地面站   | 机场专线 | 成功大道   |                                                                     |
| 吕岭路               | 地面站   | 机场专线 | 成功大道   |                                                                     |
| 仙岳路               | 地面站   | 机场专线 | 成功大道   |                                                                     |
| 金湖路               | 地面站   | 机场专线 | 成功大道   |                                                                     |
| 安兜                 | 地面站   | 机场专线 | 成功大道   |                                                                     |
| 机场路口             | 地面站   | ————     | 成功大道   | 规划为成功大道线站点，废弃中                                        |
| 联检                 | 地面站   | ————     | 嘉禾路     | 规划为成功大道线站点，废弃后拆除                                    |
| 航海学院             | 地面站   | ————     | 集杏海堤   | 规划为成功大道线站点，废弃中                                        |
| 园博园               | 地面站   | ————     | 集杏海堤   | 规划为成功大道线站点，仅建成单向站，废弃中                          |
| 厦门十中             | 地面站   | ————     | 杏前路     | 规划为成功大道线首末站，废弃后拆除                                  |
| 会展北               | 地下站   | ————     | 环岛干道   | 规划为环岛干道站点，仅建成框架预留                                  |

#### 专用站点附属服务
全部专用站点一般提供以下附属服务：E通卡售卖以及充值、直饮水。另有部分高架站有便利商店、麦当劳甜品站、ATM自动柜员机等服务。

### 非专用站点
非专用站点存在于链接线所有站点以及机场专线的部分站点，全部都是地面站，大多数站点与普通公交站点同站名且同站台，小部分站点与普通公交站点不同站名同站台或者同站名不同站台。

## 配车

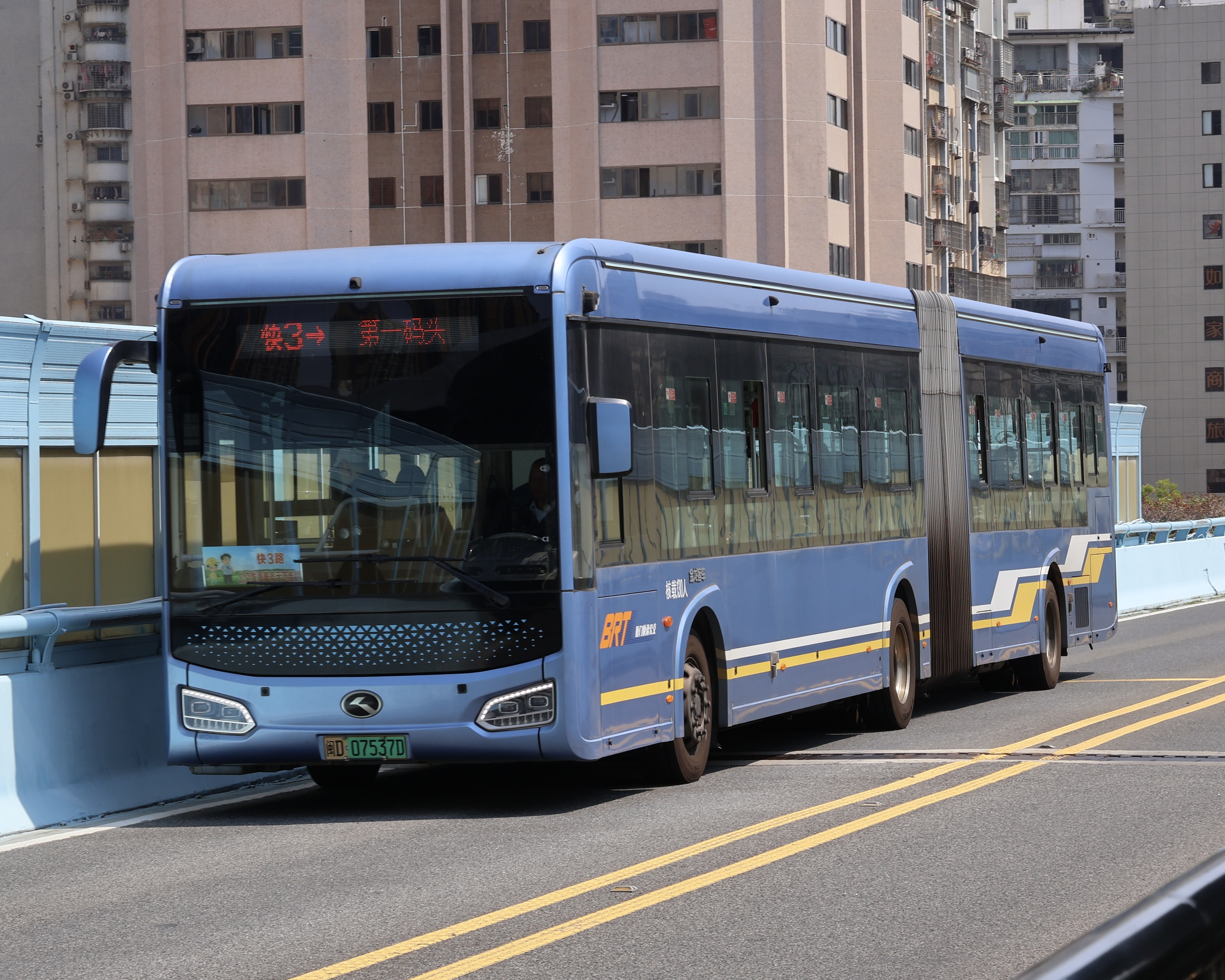
厦门BRT18米铰接车XMQ6180AGBEVL行走快3线

### 快线配车

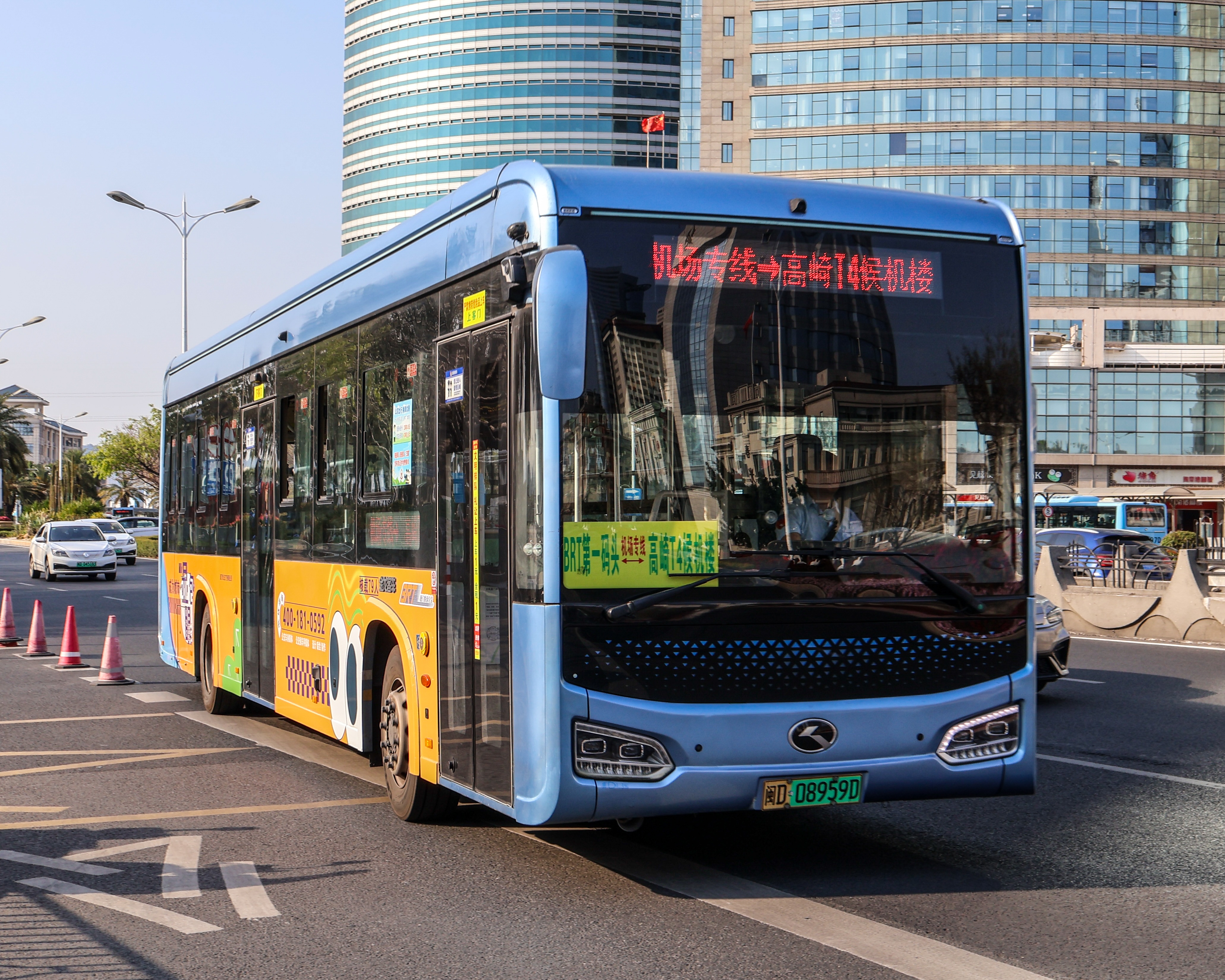
行走机场专线的12米XMQ6125AGBEVL车型

厦门快速公交3条快线拥有12米单机XMQ6127G和18米铰接XMQ6180G两种车型，因BRT快线车辆乘坐人数多，负荷较大，选择快线车辆时主要舒适、耐用为车辆配置的条件。如选用低地板、空气悬挂、宽门、进口车桥、进口发动机、进口自动变速箱、进口空调等。截至2014年4月，共有178台快线车辆，包括83台XMQ6127G和95台XMQ6180G。2020年末，18米纯电动铰接XMQ6180AGBEVL型陆续投入运营。

### 链接线以及机场专线配车

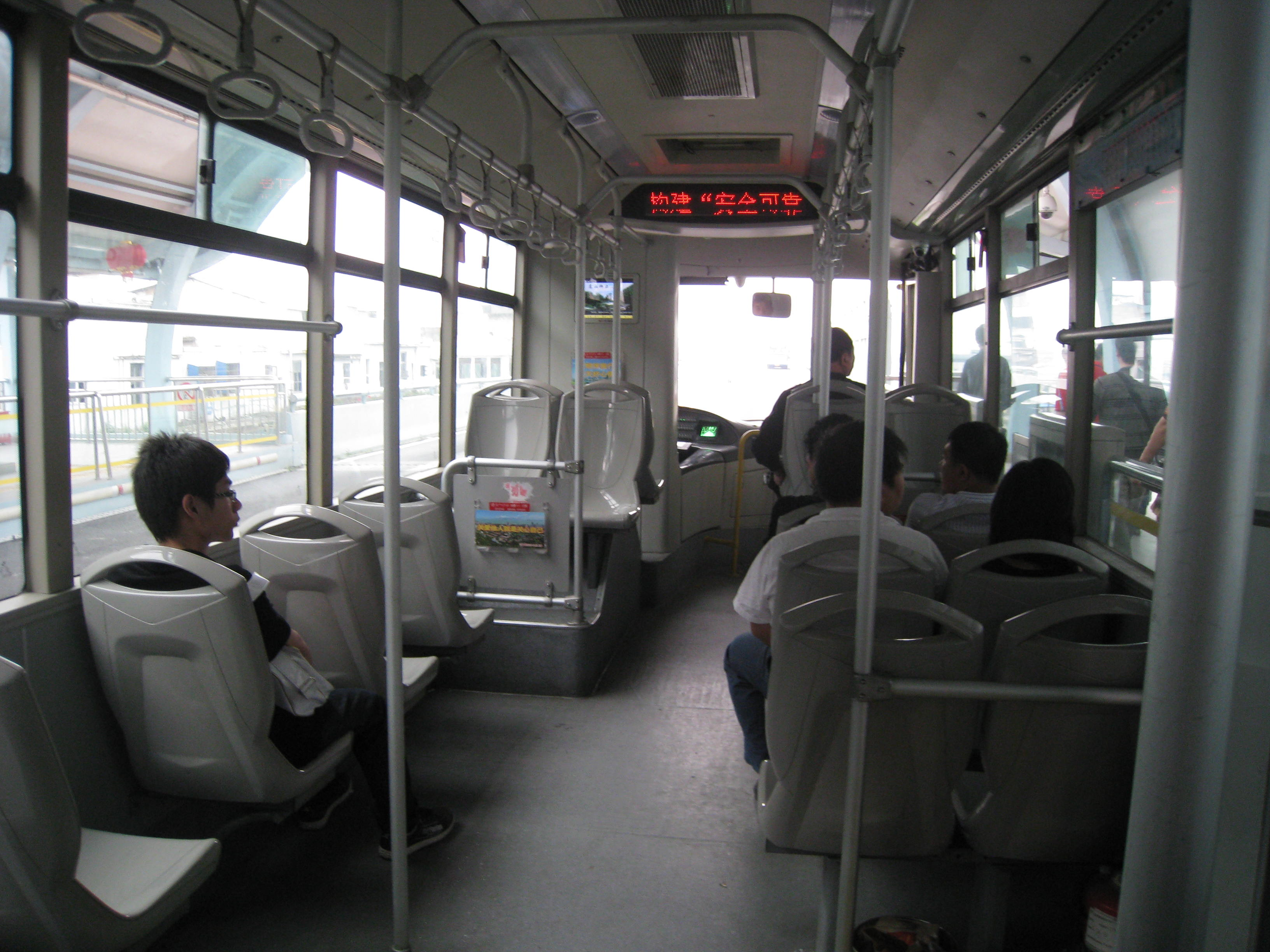
厦门BRT车厢

厦门快速公交11条链接线和1条机场专线拥有(过)6.6米单机XMQ6660NE3、8米单机XMQ6800G、9米单机XMQ6891G、12米单机XMQ6121G四种车型。相较于快线，受制于成本、维修等因素，链接线以及机场专线车辆配置较差，如选用二/三级踏步，钢板悬挂，国产车桥，国产发动机、国产空调等。截止2014年4月，共有56台链接线以及机场专线车辆，包括44台XMQ6891G1、7台XMQ6800G、5台XMQ6121G。

### 配车详细资料
| 型号       | 外形尺寸              | 数量 | 制造时间      | 服役线路         | 载客量    | 发动机             | 变速箱              | 空调        | 报站器 | 电牌颜色 | 备注                                                                   |
| ---------- | --------------------- | ---- | ------------- | ---------------- | --------- | ------------------ | ------------------- | ----------- | ------ | -------- | ---------------------------------------------------------------------- |
| XMQ6180G   | 17900×2550×3150(18米) | 15   | 2010年1月     | 快线             | 47座160人 | D2066 LOH12(国III) | Voith               | Denso       | 海信   | 单一红色 | 閩D-Y8699曾在2010年中旬被深圳巴士集团借用并在370线试验运行             |
| XMQ6180G   | 17900×2550×3150(18米) | 15   | 2011年7月     | 快线             | 47座160人 | D2066 LOH12(国III) | Voith               | Denso       | 海信   | 单一红色 |                                                                        |
| XMQ6180G   | 17900×2550×3150(18米) | 53   | 2013年3月-4月 | 快线             | 47座160人 | D2066 LOH12(国III) | Voith 或 ZF Ecolife | Denso       | 蓝斯   | 红绿双色 | 3月份30台为Voith，4月份22台为ZF Ecolife                                |
| XMQ6180G   | 17900×2550×3150(18米) | 13   | 2014年2月     | 快线             | 47座160人 | D2066 LOH12(国III) | Voith               | Denso       | 蓝斯   | 红绿双色 |                                                                        |
| XMQ6127G   | 11980×2550×3190(12米) | 120  | 2008年7月     | 快线             | 95人      | J08E UL(国III)     | ZF Ecomat           | 金龙        | 海信   | 单一红色 | 除閩D-Y7396,閩D-Y7658因事故报废，其他118台已经更改涂装服役于普通公交   |
| XMQ6127G   | 11980×2550×3190(12米) | 15   | 2010年7月     | 快线             | 95人      | J08E UL(国III)     | Voith               | Denso       | 海信   | 单一红色 | 閩D-Y9189加装无障碍踏板                                                |
| XMQ6127G   | 11980×2550×3190(12米) | 68   | 2012年12月    | 快线             | 95人      | J08E-VA(国III)     | ZF Ecomat           | Thermo King | 蓝斯   | 红绿双色 |                                                                        |
| XMQ6127G   | 11980×2550×3190(12米) | 24   | 2014年制造中  | 快线             | 95人      | J08E-VA(国III)     | ZF Ecomat           | Thermo King | 蓝斯   | 红绿双色 |                                                                        |
| XMQ6121G   | 11950×2490×3170(12米) | 5    | 2011年1月     | 机场专线与链接线 | 46座95人  | YC6G270-30(国III)  | 綦江                | 金龙        | 海信   | 单一红色 | 原为普通公交翔安公司新车，后转配而来，仍为普通公交涂装                 |
| XMQ6891G1  | 8990×2450×3150(9米)   | 44   | 2008年6月     | 链接线           | 22座53人  | CA6DF3-20E3(国III) | 綦江                | 金龙        | 海信   | 单一红色 | 原车无空调，后加装                                                     |
| XMQ6800G   | 7990×2350×3050(8米)   | 7    | 2008年7月     | 链接线           | 18座43人  | YC4G180-30(国III)  | 綦江                | 金龙        | 海信   | 单一红色 | 1.原车无空调，后加装 2.原购买44台，转配普通公交42台，后普通公交归还5台 |
| XMQ6660NE3 | 6630×2270×2910(6.6米) | 0    | 2008年11月    | -                | 26人      | YC4F115-30         | 綦江                | 金龙        | 海信   | 单一红色 | 全部转配普通公交                                                       |

## 事故

### 6·7纵火事件
2013年6月7日下午6时22分，厦门快速公交一号线的一辆车号为闽D-Y7396的公交车行驶到金山站的时候突然起火，造成47人死亡，34人受伤。事故原因认定为刑事案件，而警方锁定的犯罪嫌疑人陈水总，已在事故中死亡。